# Street Survivors
Street Survivors és el cinquè àlbum d'estudi de la banda estatunidenca Lynyrd Skynyrd i fou publicat el 17 d'octubre de 1977. Es tracta del darrer disc enregistrat pels músics Ronnie Van Zant i Allen Collins, i l'únic de Steve Gaines. Només tres dies després del llançament del disc, el 20 d'octubre de 1977, la banda va patir un greu accident aeri a Baton Rouge, Louisiana, en el qual van morir el pilot, el co-pilot, un dels mànagers del grup i tres membres (Van Zant, Gaines i Cassie Gaines).

## Informació
La portada original era una fotografia de la banda envoltat de flames, però abans del llançament fou canviada per un fons completament negre en respecte dels difunts. Trenta anys després, la portada original fou restaurada mentre la portada alternativa es va utilitzar com a contraportada.
El disc es va enregistrar en dues ocasions, la primera amb Tom Dowd als Criteria Studios de Florida, l'altra als Studio One de Doraville, Geòrgia, cinc mesos després. La darrera gravació fou la utilitzada en el llançament de l'àlbum, però en el març de 2008, amb el rellançament també es van publicar les altres versions enregistrades, tot i que no hi havia gaires diferències. També s'hi van incloure dues cançons no publicades en el disc original "Georgia Peaches" i "Sweet Little Missy". La cançó "One More Time" fou inclosa en el disc però realment fou enregistrada per la seva demo titulada Muscle Shoals (1971). Per aquest disc no fou regravada i hi apareixen els músics Ed King, Greg Walker i Rickey Medlocke en comptes de Steve Gaines, Leon Wilkeson i Artimus Pyle, que formaven part de la banda en aquest moment.
Aquest treball va servir com a aparador pel guitarrista/vocalista Steve Gaines, que tot just va entrar a formar part del grup un any abans. Tot i ser un membre nou, va contribuir estretament en la composició de diverses cançons.

## Llista de cançons
Cara A
1. "What's Your Name" (Rossington, R. Van Zant) – 3:30
2. "That Smell" (Collins, R. Van Zant) – 5:47
3. "One More Time" (Rossington, R. Van Zant) – 5:03
4. "I Know a Little" (Gaines) – 3:26

Cara B
1. "You Got That Right" (Gaines, R. Van Zant) – 3:44
2. "I Never Dreamed" (Gaines, R. Van Zant) – 5:21
3. "Honky Tonk Night Time Man" (Haggard) – 3:59
4. "Ain't No Good Life" (Gaines) – 4:36

### Cançons extra rellançament CD 2001
1. "Georgia Peaches" (Gaines, R. Van Zant) – 3:15
2. "Sweet Little Missy" (Rossington, R. Van Zant) – 5:10
3. "You Got That Right (Alternate Version)" (Gaines, R. Van Zant) – 3:26
4. "I Never Dreamed (Alternate Version)" (Gaines, R. Van Zant) – 4:55
5. "Jacksonville Kid" (Haggard, R. Van Zant) - 4:03

### Disc extra edició CD 30è aniversari
1. "What's Your Name (Original Version)" (Rossington, R. Van Zant) – 3:33
2. "That Smell (Original Version)" (Collins, R. Van Zant) – 5:29
3. "You Got That Right (Original Version)" (Gaines, R. Van Zant) – 3:19
4. "I Never Dreamed (Original Version)" (Gaines, R. Van Zant) – 5:22
5. "Georgia Peaches" (Gaines, R. Van Zant) – 3:14
6. "Sweet Little Missy (Original Version)" (Rossington, R. Van Zant) – 5:16
7. "Sweet Little Missy (Demo Version)" (Rossington, R. Van Zant) – 5:11
8. "Ain't No Good Life (Original Version)" (Gaines) – 5:02
9. "That Smell (Complete Original Version)" (Collins, R. Van Zant) – 7:30
10. "Jacksonville Kid" (Haggard, R. Van Zant) - 4:09
11. "You Got That Right (Live)" (Gaines, R. Van Zant) – 4:41
12. "That Smell (Live)" (Collins, R. Van Zant) – 6:05
13. "Ain't No Good Life (Live)" (Gaines) – 5:01
14. "What's Your Name (Live)" (Rossington, R. Van Zant) – 3:28
15. "Gimme Three Steps (Live)" (Collins, R. Van Zant) – 5:09

- Les cançons en directe es van enregistrar al Selland Arena, Fresno, el 24 d'agost de 1977.

## Personal
- Ronnie Van Zant – cantant
- Steve Gaines – guitarra, veus addicionals, cantant a "Ain't No Good Life" i "You Got That Right"
- Allen Collins – guitarra
- Gary Rossington – guitarra
- Billy Powell – teclats
- Leon Wilkeson – baix, veus addicionals
- Artimus Pyle – bateria
- The Honkettes (JoJo Billingsley, Cassie Gaines, Leslie Hawkins) – veus addicionals a "That Smell" i "One More Time"